# Ik vraag het aan de sterren
Ik vraag het aan de sterren is een single van de Nederlandse zangeres Trea Dobbs. Het lied is een bewerking van Die Sterne von Montana dat geschreven is door Christian Bruhn op een tekst van Georg Buschor. De Nederlandstalige bewerking is van Gerrit den Braber onder het pseudoniem van Lodewijk Post. Ze wordt begeleid door een orkest onder leiding van Bert Paige die ook het het arrangement schreef.

## Hitnotering
| Nederlandse Top 40 | 09-01-1965 | Positie: | 32 | uit |